# Tiberi Emili Mamerc
|  | Per a altres significats, vegeu «Tiberi Emili Mamercí». |

Tiberi Emili Mamerc (en llatí Tiberius Aemilius L. F. Mam. N. Mamercus) va ser un magistrat romà, fill de Luci Emili Mamerc, que va ser cònsol tres vegades. Formava part de la gens Emília i era de la família dels Mamerc.
Va ser elegit cònsol l'any 470 aC junt amb Luci Valeri Potit. Aquest any hi va haver una forta agitació social per la llei agrària presentada pels plebeus i el judici d'Appi Claudi Sabí. Tiberi va donar suport a la llei com el seu pare. Va portar també un exèrcit contra els sabins, però sense cap èxit destacat.
Va ser cònsol altre cop el 467 aC amb Quint Fabi Vibulà II i altre cop va donar suport a la llei agrària i va implementar la llei Càssia. Les terres que havien estat arrabassades als volscs l'any anterior van ser cedides als plebeus i es va establir una colònia a Antium. També en aquest any va combatre els sabins.